# Radoš Novaković
Radoš Novaković (Prokuplje, 13. jul 1915 — Beograd, 11. januar 1979) bio je srpski reditelj, scenarista i univerzitetski profesor. Bio je prvi direktor i osnivač Ateljea 212. Takođe je jedan od osnivača Avala filma i Zvezda filma.

## Biografija
Njegov otac dr Mileta Novaković, sin državnika i naučnika Stojana Novakovića, bio je profesor Pravnog fakulteta.
Diplomirao je 1938. godine na Pravnom fakultetu u Beogradu, a 1941. god. apsolvirao na Odseku za pozorište pri Muzičkoj akademiji u Beogradu.
Kao vrstan intelektualac i poliglota preveo je mnoge drame, pisac je mnogih eseja iz oblasti teorije filma kao i jedinstvene knjige „Istorija filma”, jer je to bila prva knjiga te vrste pisane na srpskom jeziku.
Od 1961. god. se bavio pedagoškim radom kao profesor filmske režije na Akademiji za pozorište, fim, radio i televiziju u Beogradu (sadašnjem Fakultetu dramskih umetnosti) na kojoj je bio dekan i rektor.
Iako levičar po opredeljenju, i učesnik i prvoborac u Drugom svetskom ratu, kao umetnik kosmopolita bio je neshvaćen u komunističkom društvu i često u sukobu sa vladajućom vrhuškom. To je rezultovalo pokušajem brisanja njegovog rada (kao što su filmovi „Sofka” i „Pesma s Kumbare”) i ličnosti. I između ostalog pokušaj brisanja činjenice da je on osnivač „Ateljea 212” u zgradi „Borbe” 12. novembra 1956. godine.

## Filmografija
- „Sofka (film)” (1948)
- „Dečak Mita” (1951)
- „Voz 05-011” (1953)
- „Daleko je sunce (film)” (1953)
- „Bila sam jača”, scenarista (1953)
- „Krvavi put” (1955) (U kooprodukciji sa Norveškom)
- „Pesma s Kumbare” (1955)
- „Vetar je stao pred zoru” (1959)
- „Pesma (film iz 1961)”
- „Operacija Ticijan” (1963)
- "Portait in Terror (1963)
- „Bekstva” (1968)
- „Portrait in Terror” (1968)

## Spoljašnje veze
- Radoš Novaković на веб-сајту  (језик: енглески)